# 阿斯普罗蒙特山区圣斯特凡诺
阿斯普罗蒙特山区圣斯特凡诺（義大利語：Santo Stefano in Aspromonte）是意大利雷焦卡拉布里亚省的一个市镇。总面积17平方公里，人口1303人，人口密度76.6人/平方公里（2009年）。ISTAT代码为080083。

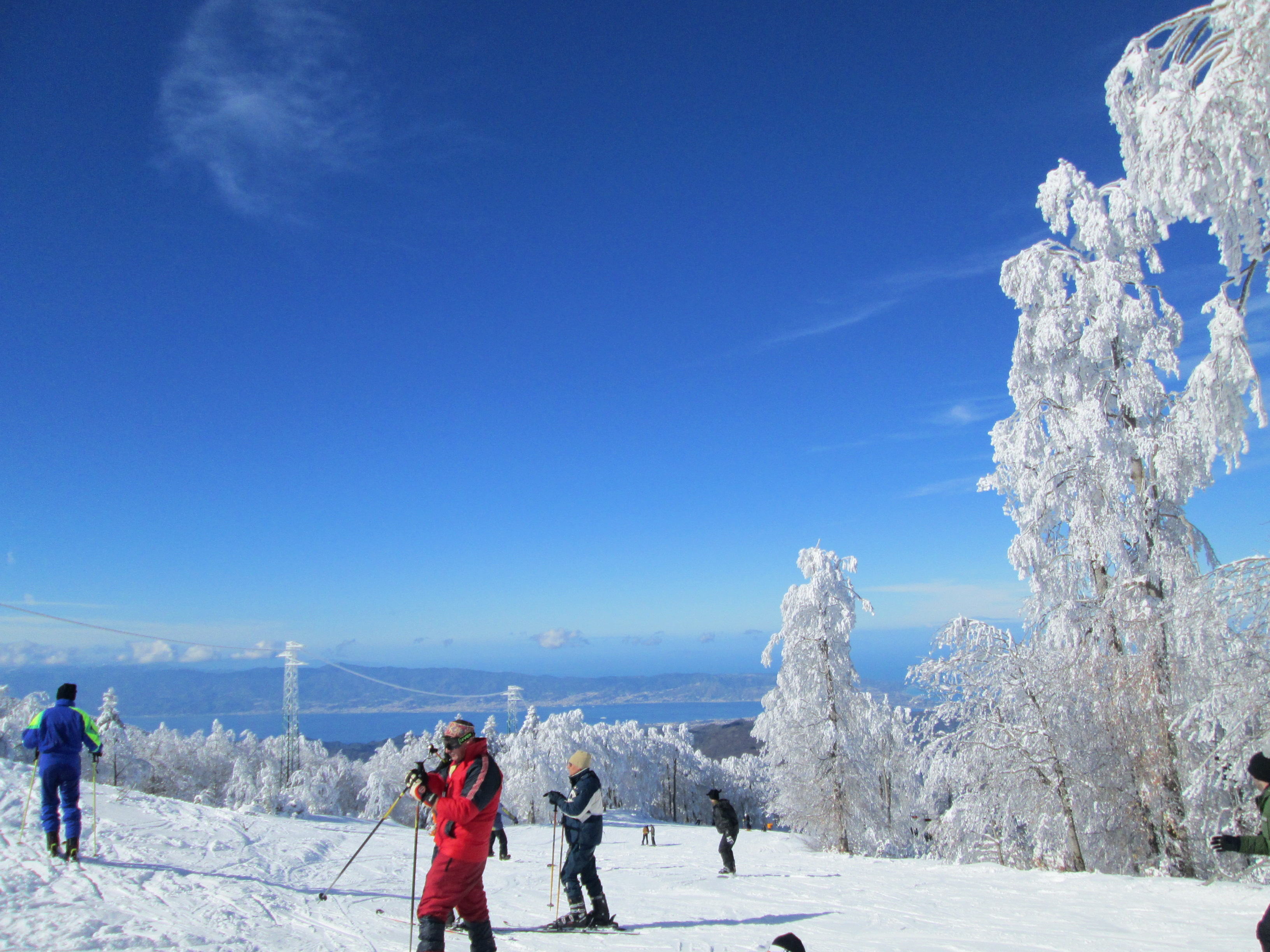
Gambarie 是在一個滑雪勝地 圣斯泰法诺伊纳斯普罗蒙泰